# Canyon Ferry Lake
Der Canyon Ferry Lake ist ein Stausee am Oberlauf des Missouri River im Südwesten von Montana.
Der Stausee liegt am Fuße der Big Belt Mountains, einem Gebirgszug der Rocky Mountains. In der Nähe liegen die Orte Helena und Townsend. Der am nördlichen Seeende gelegene Canyon Ferry Dam (⊙) wurde ab 1947 von der Landgewinnungsbehörde Bureau of Reclamation gebaut und 1954 fertiggestellt. Er ist Teil des Missouri-Staudammprojektes Pick-Sloan Missouri Basin Program.
Der Canyon Ferry Lake bedeckt eine Fläche von 142 km² und besitzt eine 122 km lange Uferlinie. Der Stausee dient der Energieerzeugung, der Bewässerung und dem Hochwasserschutz. Die Wasserhöhe liegt bei 1158 m.
Der Canyon Ferry Lake ist ein beliebtes Ziel für Freizeitaktivitäten wie Bootfahren und Angeln. Im Winter wird der See zum Eissegeln genutzt.

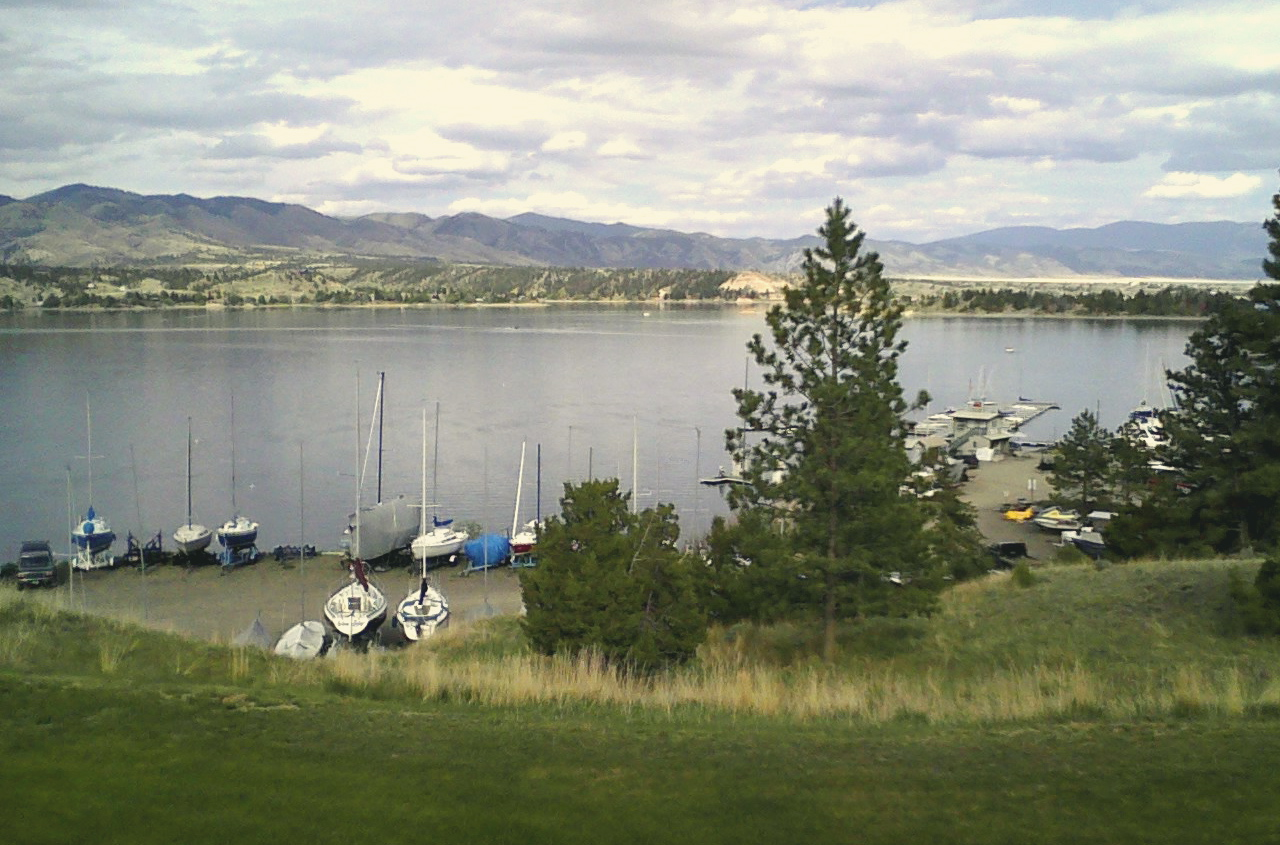
Yacht-Hafen am Canyon Ferry Lake
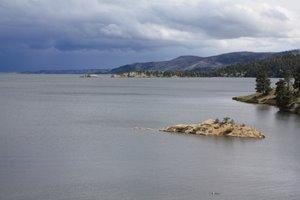
Canyon Ferry Lake
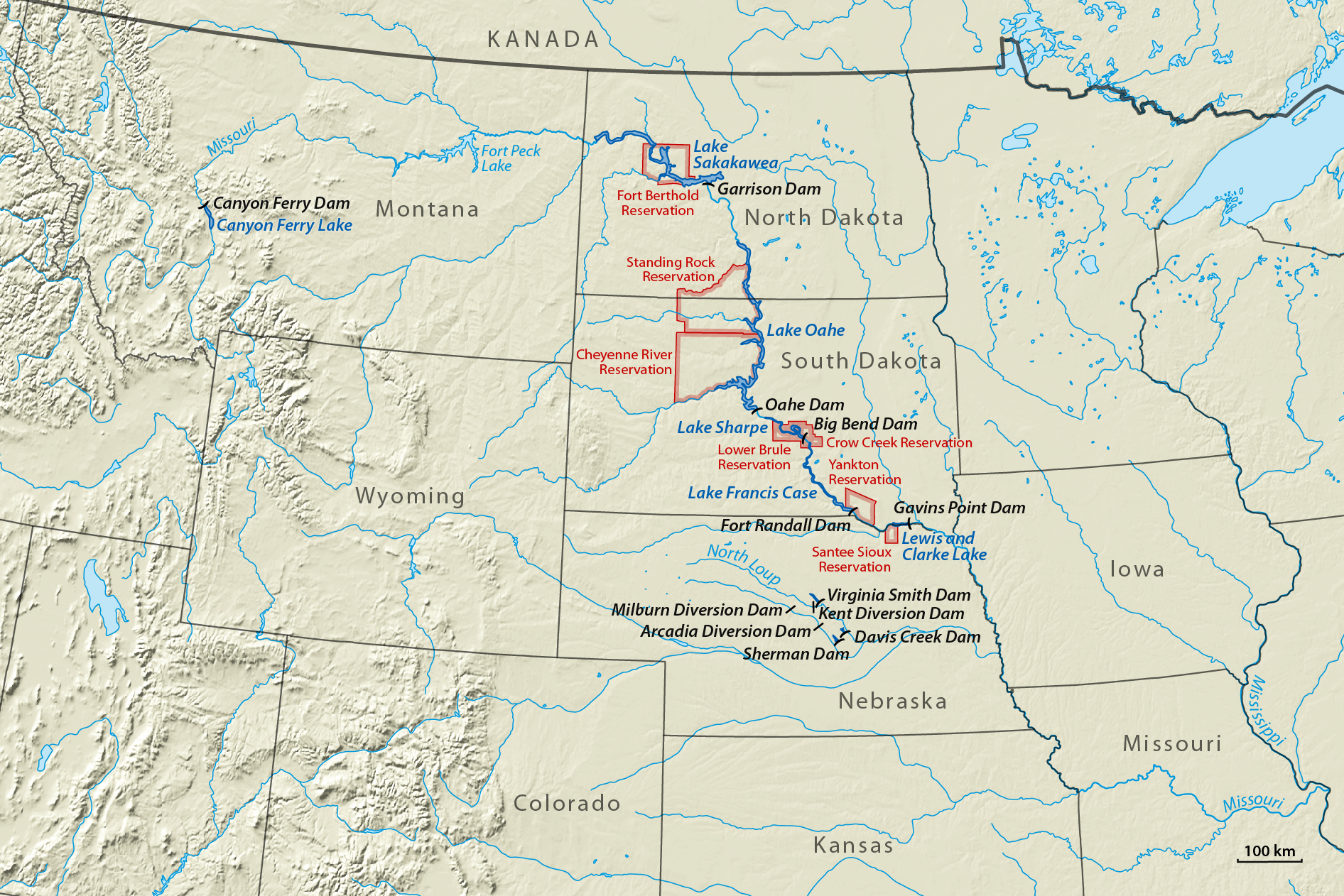
Staudämme des Pick–Sloan-Projekts